# Turaco-de-ross
O Turaco-de-ross (Tauraco rossae) é uma espécie de ave da família Musophagidae. Anteriormente estava classificado no género Musophaga.
Pode ser encontrada nos seguintes países: Angola, Botswana, Burundi, Camarões, República Centro-Africana, República Democrática do Congo, Gabão, Quénia, Ruanda, Sudão, Tanzânia, Uganda e Zâmbia.